# Paragwaj na Letnich Igrzyskach Olimpijskich 2016
Paragwaj na Letnich Igrzyskach Olimpijskich 2016, które odbyły się w Rio de Janeiro, reprezentowało 11 zawodników - 6 mężczyzn i 5 kobiet.
Był to dwunasty start reprezentacji Paragwaju na letnich igrzyskach olimpijskich.

## Reprezentanci

### Golf
| Zawodnik         | Konkurencja | Runda 1 | Runda 2 | Runda 3 | Runda 4 | Razem  | Razem       | Razem   |
| Zawodnik         | Konkurencja | Punkty  | Punkty  | Punkty  | Punkty  | Punkty | Poniżej par | Pozycja |
| ---------------- | ----------- | ------- | ------- | ------- | ------- | ------ | ----------- | ------- |
| Fabrizio Zanotti | mężczyźni   | 70      | 74      | 68      | 67      | 279    | −5          | =15.    |
| Julieta Granada  | kobiety     | 71      | 69      | 76      | 78      | 294    | +10         | =44.    |

### Lekkoatletyka
Mężczyźni
| Zawodnik     | Konkurencja | Finał   | Finał   |
| Zawodnik     | Konkurencja | Wynik   | Miejsce |
| ------------ | ----------- | ------- | ------- |
| Derlis Ayala | maraton     | 2:39:40 | 139.    |

Kobiety
| Zawodniczka     | Konkurencja | Finał   | Finał   |
| Zawodniczka     | Konkurencja | Wynik   | Miejsce |
| --------------- | ----------- | ------- | ------- |
| Carmen Martínez | maraton     | 2:56,43 | 115.    |

### Pływanie
Mężczyźni
| Zawodnik        | Konkurencja    | Eliminacje | Eliminacje | Półfinał | Półfinał | Finał | Finał   |
| Zawodnik        | Konkurencja    | Czas       | Miejsce    | Czas     | Miejsce  | Czas  | Miejsce |
| --------------- | -------------- | ---------- | ---------- | -------- | -------- | ----- | ------- |
| Benjamin Hockin | 100 m dowolnym | 50,26      | 44.        | NQ       | NQ       | NQ    | NQ      |

Kobiety
| Zawodnik      | Konkurencja    | Eliminacje | Eliminacje | Półfinał | Półfinał | Finał | Finał   |
| Zawodnik      | Konkurencja    | Czas       | Miejsce    | Czas     | Miejsce  | Czas  | Miejsce |
| ------------- | -------------- | ---------- | ---------- | -------- | -------- | ----- | ------- |
| Karen Riveros | 100 m dowolnym | 59,00      | 39.        | NQ       | NQ       | NQ    | NQ      |

### Strzelectwo
Mężczyźni
| Zawodnik        | Konkurencja   | Kwalifikacje | Kwalifikacje | Półfinał | Półfinał | Finał  | Finał   |
| Zawodnik        | Konkurencja   | Punkty       | Miejsce      | Punkty   | Miejsce  | Punkty | Miejsce |
| --------------- | ------------- | ------------ | ------------ | -------- | -------- | ------ | ------- |
| Paulo Reichardt | trap podwójny | 106          | 22.          | NQ       | NQ       | NQ     | NQ      |

### Tenis stołowy
Mężczyźni
| Zawodnik        | Konkurencja | Eliminacje       | Runda 1          | Runda 2          | Runda 3          | Runda 4          | Ćwierćfinał      | Półfinał         | Finał/BM         | Finał/BM |
| Zawodnik        | Konkurencja | Przeciwnik Wynik | Przeciwnik Wynik | Przeciwnik Wynik | Przeciwnik Wynik | Przeciwnik Wynik | Przeciwnik Wynik | Przeciwnik Wynik | Przeciwnik Wynik | Pozycja  |
| --------------- | ----------- | ---------------- | ---------------- | ---------------- | ---------------- | ---------------- | ---------------- | ---------------- | ---------------- | -------- |
| Marcelo Aguirre | singel      | Powell W 4-0     | Dyjas P 0-4      | NQ               | NQ               | NQ               | NQ               | NQ               | NQ               | NQ       |

### Tenis ziemny
Kobiety
| Zawodniczka          | Konkurencja | 1/32                      | 1/16                | 1/8                 | Ćwierćfinał         | Półfinał            | Finał/BM            | Finał/BM      |
| Zawodniczka          | Konkurencja | Przeciwniczka Wynik       | Przeciwniczka Wynik | Przeciwniczka Wynik | Przeciwniczka Wynik | Przeciwniczka Wynik | Przeciwniczka Wynik | Pozycja       |
| -------------------- | ----------- | ------------------------- | ------------------- | ------------------- | ------------------- | ------------------- | ------------------- | ------------- |
| Verónica Cepede Royg | singel      | Monica Niculescu 2:6, 3:6 | NQ                  | NQ                  | NQ                  | NQ                  | NQ                  | Miejsca 33-64 |

### Wioślarstwo
Mężczyźni
| Zawodnik        | Konkurencja | Eliminacje | Eliminacje | Repesaż | Repesaż | Ćwierćfinały | Ćwierćfinały | Półfinały | Półfinały | Finał   | Finał | Pozycja |
| Zawodnik        | Konkurencja | Czas       | M.         | Czas    | M.      | Czas         | M.           | Czas      | M.        | Czas    | M.    | Pozycja |
| --------------- | ----------- | ---------- | ---------- | ------- | ------- | ------------ | ------------ | --------- | --------- | ------- | ----- | ------- |
| Arturo Rivarola | jedynka     | 7:29,23    | 3. QF      | BYE     | BYE     | 7:17,12      | 6. S C/D     | 7:41,43   | 6. FD     | 7:18,34 | 6.    | 24.     |

Kobiety
| Zawodniczka        | Konkurencja | Eliminacje | Eliminacje | Repesaż | Repesaż | Ćwierćfinały | Ćwierćfinały | Półfinały | Półfinały | Finał   | Finał | Pozycja |
| Zawodniczka        | Konkurencja | Czas       | M.         | Czas    | M.      | Czas         | M.           | Czas      | M.        | Czas    | M.    | Pozycja |
| ------------------ | ----------- | ---------- | ---------- | ------- | ------- | ------------ | ------------ | --------- | --------- | ------- | ----- | ------- |
| Gabriela Mosqueira | jedynka     | 8:27,39    | 4. R       | 7:59,32 | 2. QF   | 7:54,49      | 5. S C/D     | 8:22,84   | 5. FD     | 7:44,62 | 1.    | 19.     |